# Augustin, Brașov
Augustin, mai demult Agoștin (în maghiară Ágostonfalva, în germană Augustinsdorf ) este o comună în județul Brașov, Transilvania, România, formată numai din satul de reședință cu același nume.

## Date geografice
Satul Augustin se află în sudul depresiunii Baraolt, pe Drumul Județean Nr. DJ 131 B și calea ferată Brașov - Teiuș, pe malul stâng al Oltului, între localitățile Ormeniș și Racoșul de Jos, la 50 Km. de Brașov.
Altitudine: 475 metri de la nivelul mării.
Vecini: (în sensul acelor de ceasornic) Căpeni, Ormeniș, Munții Perșani, Racoșul de Jos, Racoșul de Sus și Baraolt.
Relief: colinar, subcarpatin terasat . Hotarul sudic este flancat de dealuri iar hotarul nord - estic este jalonat de râul Olt și luncile sale.
Climatul este temperat continental, regimul fluviometric moderat, cu veri relativ călduroase și ierni geroase.
Flora și fauna sunt specifice zonei subalpine, cu pădure de foioase în care predomină fagul; în păduri și pe câmpuri trăiește o mare varietate de animale sălbatice.

## Demografie
Componența etnică a comunei Augustin
     Romi (66,87%)
     Români (23,03%)
     Alte etnii (1,29%)
     Necunoscută (8,81%)
Componența confesională a comunei Augustin
     Penticostali (48,71%)
     Ortodocși (35,32%)
     Creștini după evanghelie (3,23%)
     Fără religie (1,09%)
     Alte religii (1,64%)
     Necunoscută (10%)
Conform recensământului efectuat în 2021, populația comunei Augustin se ridică la 2.010 locuitori, în creștere față de recensământul anterior din 2011, când fuseseră înregistrați 1.860 de locuitori. Majoritatea locuitorilor sunt romi (66,87%), cu o minoritate de români (23,03%), iar pentru 8,81% nu se cunoaște apartenența etnică. Din punct de vedere confesional, cei mai mulți locuitori sunt penticostali (48,71%), cu minorități de ortodocși (35,32%), creștini după evanghelie (3,23%) și fără religie (1,09%), iar pentru 10% nu se cunoaște apartenența confesională.

## Politică și administrație
Comuna Augustin este administrată de un primar și un consiliu local compus din 11 consilieri. Primarul, Gheorghe Mondoc[*], de la Partidul Social Democrat, este în funcție din 1 noiembrie 2024. Începând cu alegerile locale din 2024, consiliul local are următoarea componență pe partide politice:
|  | Partid                          | Consilieri | Componența Consiliului | Componența Consiliului | Componența Consiliului | Componența Consiliului | Componența Consiliului | Componența Consiliului | Componența Consiliului |
|  | ------------------------------- | ---------- | ---------------------- | ---------------------- | ---------------------- | ---------------------- | ---------------------- | ---------------------- | ---------------------- |
|  | Partidul Social Democrat        | 7          |                        |                        |                        |                        |                        |                        |                        |
|  | Partidul Național Liberal       | 2          |                        |                        |                        |                        |                        |                        |                        |
|  | Partida Romilor „Pro Europa”    | 1          |                        |                        |                        |                        |                        |                        |                        |
|  | Alianța pentru Unirea Românilor | 1          |                        |                        |                        |                        |                        |                        |                        |

## Istorie
Augustin este atestat documentar din anul 1606, dar dovezile arheologice împing existența localității cu mult timp în urmă (este vorba despre un document invocat de autorul maghiar Szabo T. Attila, păstrat în arhive secuiești).

### Atestare documentară
- 1606, document local aflat în Arhivele Primăriei comunei Căpeni, județul Covasna;
- 1662: Satul este donat de principii ardeleni Barcsai Acațiu și Apaffi Mihai secuiului CSEREI MIKLOS din Aita Mare, care le-a acordat acestora suma de 1000 thaleri imperiali, pentru a putea plăti tributul către turc ;
- 1761-1762: Distrugerea mânăstirii satului de către trupe austriece comandate de generalul conte von BUKOW
- 1772: se construiește biserica nouă a satului, sfințită de episcopul Dionisie Novacovici, cu hramul Sfântului Nicolae:
- 1848: Decembrie, bande secuiești trec Oltul înghețat, devastează și incendiază satul, care arde în întregime. Rămân în picioare biserica - vandalizată și devastată cu cruzime și casa lui Oancea Petre Adam (zis al Borișchii), ambele construite din piatră și cărămidă. Siliți de împrejurări, sătenii au plecat în pribegie și își găsesc adăpost la frații români din Țara Făgărașului. Surse literare indică un mare număr de victime în rândul augustinenilor: 15 femei și 5 bărbați decedați. Din pribegie, populația rămasă revine în sat, după doi ani, și se dedică refacerii gospodăriilor;
- 1860-1865 se înființează școala confesională pe lângă biserica satului. Deși, după 1890, se deschide o școală maghiară de stat, românii continuau să-și îndrume copii la școala românească;
- 1914 : începe primul război mondial. Bărbații satului sunt concentrați (silit) în armata austro - ungară și trimiși pe fronturile Europei; 54 dintre ei nu se mai întorc acasă căzând în lupte ;
- 1916, Noiembrie: Preotul Ioan Mircea este arestat de autoritățile maghiare și deportat la Sopren, în Ungaria. Ajunge acasă după un an de zile. Odată cu el sunt deportați numeroși preoți și intelectuali din Ardeal;
- 1918: Doi delegați ai satului (Nicolae Sechel și Gurgui Nicolae) sunt aleși de săteni și participă la Marea Adunare Națională de la Alba Iulia, la Marea Unire ;
- 1936: începe construcția școlii primare a satului, care va fi terminată în 1942 ;
- 1941: pentru România, debutează al doilea război mondial. Bărbații încorporabili din comună sunt trimiși pe frontul de răsărit. Dintre ei, 23 cad pe câmpul de luptă. Întru cinstirea memoriei lor, fii satului au ridicat monumentul din centrul comunei, care stă la loc de cinste în această parte de țară.
- În perioada interbelică, Augustinul a aparținut județului Târnava Mare, plasa Rupea și a avut statut de comună. În 1950, a fost categorisit drept sat și a fost arondat comunei Ormeniș, până în 2005. În urma referendumului din 2004, în 2005, a revenit la statutul de comună de sine stătătoare, având statutul corespunzător și organe de conducere proprii ( Legea nr. 67 din 2005 ).

### Date arheologice
Din hotarele Augustinului au fost scoase la iveală numeroase dovezi materiale care atestă urme vechi de locuire umană pe aceste locuri.
În Repertoarul arheologic al României sunt menționate 6 puncte din teritoriul administrativ al comunei în care s-au găsit numeroase dovezi arheologice din epoci istorice diferite, începând cu epoca bronzului timpuriu, continuând cu bronzul târziu și epoca fierului, apoi cu perioada daco - romană. Ele constau din ceramică veche, vase, unelte de gospodărie pentru prelucrare a metalelor, lemnului sau textilelor, obiecte de podoabă și monede, inclusiv cuie dacice având o compoziție specială (nu ruginesc).
Cele mai importante sunt considerate a fi depozitul de bronzuri, scos la iveală în 1872 cu ocazia săpăturilor la construcția liniei ferate Teiuș-Brașov și tezaurul de monede romane (argint), descoperit întâmplător, în anul 1939, la locul denumit „La Bordeie ”. Depozitul de bronzuri a fost dus la Muzeul se istorie din Sf. Gheorghe, de unde, în 1944, a dispărut, iar tezaurul de monede se află la Muzeul de istorie și arheologie din Alba Iulia.
Șantierul arheologic de la Tipia Augustinului din Defileul Oltului a scos și continuă să scoată la iveală noi dovezi despre istoria dacilor, care au trăit pe aceste meleaguri, înainte, în timpul și după cucerirea romană, cele mai reprezentative fiind cele descoperite la Tipie și la Piatra detunată, denumită de localnici: „Chiatra deschicată”. Dovezile istorice și arheologice atestă că aici a existat o importantă locuire dacică începând cu epoca lui Burebista, continuată sub Decebal, precum și un important centru militar și religios, asemănător celui de la Sarmizegetusa din Munții Orăștiei.

## Turism
- Cetatea Dacica de la Tipie, descoperire arheologica extrem de importanta, documentata pe larg de arheologul Prof. Dr. Costea.
- De interes turistic, în afara venerabilei biserici ortodoxe a satului, care a atins 240 de ani vechime, este și noul lăcaș monahal - Schitul Augustinului, ridicat pe vatra vechii mânăstiri distrusă la 1761.
- La circa 3 km de Augustin, înspre Racoș, la confluența văii Carhaga cu valea Chioveșului, se află un punct fosilifer, declarat rezervație naturală.
- Tot în apropiere, pe un meandru părăsit al Oltului, se găsește o baltă în care crește nufărul alb.

## Date statistice
- suprafață 1217,65 hectare, din care:
  - teren intravilan: 46,98 hectare ;
  - teren extravilan: 707,62 hectare
  - pășune: 234,02 hectare ;
  - fâneață: 187,00 hectare ;
  - pădure: 463,65 hectare;
  - pământ arabil: 286,00 hectare ;
  - număr de gospodării: 610, din care gospodăriile populației: 561
- Structura populației: Români: 760; Maghiari: 38; Rromi: 915;
- Culte religioase: Ortodox, penticostal, creștin după evanghelie, unitarian;
- Biserici: ortodoxă (1), penticostală (1) și 2 case de rugăciuni.

## Primarii comunei
- 2008[9] - 2012 - Tokos Jozsef, de la PDL
- 2012[10] - 2016 - Garcea Gheorghe Mircea, de la PSD
- 2016[11] - 2020 - Porumb Sebastian Nicolae, de la PSD
- 2020[12] - 2024 - Porumb Sebastian-Nicolae, de la PSD